# خودکشی در ادبیات
خودکشی در ادبیات همه ملت‌های جهان موضوعی است که به آسانی می‌توان آثار زیادی را با محور بودن آن یافت. خودکشی به مثابه عملی برای خلاص شدن از این دنیا آن هم به‌طور عمد، محور بسیاری از رمان‌های برتر جهان است. نویسندگان از خودکشی یک شخصیت برای به نمایش گذاشتن اعتراض، مقاوت، ناامیدی، عشق، افتخار و غرور بهره می‌گیرند. چه خودکشی به منزله آخرین اقدام شخصیت داستان برای نشان دادن وفاداریش باشد و چه نتیجه افسردگیش، این عمل کمینه در ادبیات انگلیسی به وفور یافت می‌شود.

## رمان‌ها
طبق نظر لورنا روث ویدمن، نخستین به‌کارگیری رمان‌گونه خودکشی از قرن ۱۹ به بعد رواج می‌یابد. او آثار قرن نوزدهمی را بر پایه ۵ پیرنگ طبقه‌بندی می‌کند: خود-دیگرکشی، بازماندگان خودکشی، سن و خودکشی، روش‌های خودکشی و جنسیت و خودکشی.
کوین گراک معتقد است خودکشی در آثار قرن نوزدهم "کارکردی دوجنبه‌ای معنی‌گرا" دارد. نویسندگانی همچون کیت شوپن، ارنست همینگوی و ویرجینیا وولف از خودکشی در پیرنگ نوشته‌هایشان بهره برده‌اند.

## شکسپیر
شخصیت‌های نمایش‌نامه‌های ویلیام شکسپیر در بیش‌تر داستان‌ها خودکشی می‌کنند. از جمله مشهورترین آن‌ها می‌توان به عشاق رومئو و ژولیت اشاره کرد که هر دو در پایان داستان خود را می‌کشند. خودکشی همچنین در نمایش‌نامه ژولیوس سزار نیز اتفاق می‌افتد؛ وقتی بروتوس و کاسیوس هر دو خود را می‌کشند. اتلو نیز پس از کشتن عشقش در یک جنایت عشقی، با خنجر به زندگی خود پایان می‌دهد. نمایش‌نامه آنتونیوس و کلئوپاترا با ۵ خودکشی به پایان می‌رسد؛ از جمله مرگ خود کلئوپاترا و آنتونی.
اوفلیا نیز پس از مرگ پدرش هملت دست به خودکشی می‌زند.

## صادق هدایت
صادق هدایت که در داستان زنده‌به‌گور با محور بودن خودکشی، اندیشه‌اش را درباره خودکشی بیان می‌کند، خود نیز به روش خفگی با گاز به زندگیش پایان داده است. وی در رابطه با خودکشی می‌گوید:
کسی تصمیم به خودکشی نمی‌گیرد، خودکشی با بعضی‌ها هست، در سرنوشت آن‌هاست، نمی‌توانند از آن بگریزند.— صادق هدایت، پایگاه‌اطلاع‌رسانی شهر کتاب

## مناقشه‌ها
خودکشی، خود همواره موضوعی مناقشه‌برانگیز بوده‌است.  شاید در ادبیات این عمل نمادین باشد ولی در دنیای واقعی این گونه نیست. به‌طور مثال رمان کیت جاپین به نام بیداری که در ۱۸۹۹ منتشر شد، سبب برانگیخته شدن بحث‌های فراوانی گشت. تونی موریسون با نوشتن رمان‌هایی چون دلبند شهرت فراوانی کسب کرد.
برخی نویسندگان همچون شخصیت‌های داستان‌هایشان خودکشی کرده‌اند. به‌طور مثال برخی داستان‌های کوتاه ارنست همینگوی که در ۱۹۶۱ به خود شلیک کرد و مرد، پیرنگ اصلیشان خودکشی است. سیلویا پلث شاعر نیز در ۱۹۶۳ با خفگی خودکشی کرد.

## گفتاوردها
“چنانچه خودکشی به مثابه یک حقیقت رایج، یک کار ساده که همه آن را انجام می‌دهند بدون هیچ واهمه‌ای مثل زنا، در جوامع پذیرفته می‌شد، و نه به عنوان یک جایگزین به شیوه رومی، یا همچون گناه کبیره‌ای که در قرون وسطی بدان باور داشتند، یا جرمی که به سبب ارتکاب آن انسان را پیگرد قانونی کنند، آنگاه می‌ دیدید که این عمل به عنوان یک مشخصه ادبیات ظهور و بروز می‌کرد." - دیاز، ۱۹۷۱.